# José Luís Lopes Bastos
José Luís Lopes Bastos (? —?) foi um político brasileiro.
Foi presidente da província da Paraíba, de 26 de julho de 1834 a 7 de abril de 1835.